# NGC 2037
NGC 2037 est un amas ouvert situé dans la constellation de la Dorade. Cet amas est situé dans le Grand Nuage de Magellan. Il a été découvert par l'astronome écossais James Dunlop dans la décennie 1826.
NGC 2037 est situé près ou même dans l'amas NGC 2033. 